# Affaires de star
Affaires  de star (Mobbed) est un roman policier de Carol Higgins Clark, publié en 2011. Il fait partie de la série Regan Reilly, célèbre détective.